# 1欧分硬币
1欧分硬币（€0.01）是价值为欧元百分之一的硬币，材料由镀铜钢组成。欧元区内每个国家的硬币都有一个共同的背面和各国（各民族）特定的正面。它是自2002年欧元（以现金形式）面世以来开始流通，但并未像高价值的硬币一样在2007年进行重新设计。

## 历史
硬币的历史可以追溯至2002年，当时欧元的硬币和纸币开始在欧元区的12个成员国和相关地区中推出。硬币共同的一面是由吕克·律克斯所设计，这位比利时艺术家赢得了在全欧范围内举行的新硬币设计竞赛。1至5欧分硬币的设计是为了展现欧洲联盟在世界上所处的位置（相对于非洲和亚洲），而不是像1至2欧元硬币那样展现15国为一体或是像10至50欧分硬币那样展现单独的欧盟成员国。
在硬币的国家一面，有15种（欧元区+摩纳哥、圣马力诺和梵蒂冈等拥有造币能力的国家）根据各国设计竞赛得出的样式，但所有硬币还是必须适应一些共同的规范，包括12颗星星。国家一面的设计在2008年底之前都不允许更改，除非君主（其肖像通常会出现在硬币中）死亡或退位。这种情况发生在摩纳哥和梵蒂冈，并导致有三种新样式流通。而根据2008年起生效的方针，国家一面的设计应当包含发行国的名称（例如芬兰及比利时均未显示其名称，因此需要进行微调）。
随着欧盟成员国已根据设想在2004年和2007年实现扩大，所有价值在10欧分以上的欧元硬币的共同一面都在2007年进行了重新设计，以展现一副新的地图。但1至5欧分的硬币却没有发生变化，因为原有成员国在硬币地球仪图案中的加亮设计显得非常微弱，以至于并不值得再作改动。无论如何，在斯洛文尼亚于2007年、塞浦路斯和马耳他于2008年、斯洛伐克于2009年、爱沙尼亚于2011年、拉脱维亚于2014年以及立陶宛于2015年加入欧元区后，新的国家硬币已经增加。

## 设计
1欧分硬币由镀铜钢材料制成，其直径为16.25毫米、厚度为1.67毫米以及质量为2.30公克。币缘的滚花光滑。该硬币直至2002年1月1日才正式流通，尽管欧元早在1999年便已设立，但此前仅是作为一种无形的货币仅在会计工作中使用。

### 背面（共同面）
1欧分硬币的背面是由吕克·律克斯所设计，并在右下角显示有地球仪。欧盟最初的15个成员国被略微突显，同时展现的还有非洲北半部和亚洲西半部（包括中东）。六条细纹呈斜线从地球仪后穿过，在其两端共有12颗星星（反映欧盟旗帜）。顶端左侧是一个较大的数字1，随后是以较小文字书写的“（欧分）”字样。设计者的首字母“LL”则出现在地球仪的右侧。

### 正面（国家面）
硬币的正面样式取决于发行国。但它们都必须包含十二颗星星（大多数情况下位于圆环的边缘）、雕版首字母和发行年份。新的设计还必须包括发行国的名称或缩写。正面不能重复显示硬币的面额，除非发行国使用的是非拉丁字母（目前希腊和奥地利是唯二的这类国家，因此希腊在它们发行的硬币上刻有字样）。
| 描述 | 描述 | 图像               | 图像               | 图像               | 图像           |
| --- | --- | ------------------ | ------------------ | ------------------ | -------------- |
| 安道尔（未发行）： · 根据安道尔和欧洲联盟在2011年6月签署的货币协议，安道尔可以使用欧元作为其官方货币，并可发行自己的欧元硬币。安道尔样式展示的是比利牛斯臆羚和金雕的图像。 | |                    |                    |                    |                |
| 奥地利： · 奥地利样式的特点在于以阿尔卑斯龙胆作为欧盟制定环境政策的奥地利象征。“（一欧分）”的文字显示在顶部，而奥地利国旗的影线连同发行年份则出现在下方。 | |                    |                    |                    |                |
| 比利时： · 比利时样式是由比利时的官员、工匠和钱币学专家进行票选。他们最终选择了蒂伦豪特市立美术学院院长扬·阿尔方斯·快斯特曼斯（）所设计的国王阿尔贝二世雕像。星星环绕的右手边是由皇冠和字母“”组成的国王文織字母。发行年份处于更低的位置，它也被星星环绕。2008年的重新设计则包括有置于文織字母下方的字母“”（代表比利时），它们被移出星星环绕而进入中圈内部，但仍处于国王肖像右侧。发行日期也被移入中圈内部和置于肖像下方，并在两侧标有两种符号（左：造币厂厂长的签名标记，右：造币标记）。                                                                          | 比利时： · 比利时样式是由比利时的官员、工匠和钱币学专家进行票选。他们最终选择了蒂伦豪特市立美术学院院长扬·阿尔方斯·快斯特曼斯（）所设计的国王阿尔贝二世雕像。星星环绕的右手边是由皇冠和字母“”组成的国王文織字母。发行年份处于更低的位置，它也被星星环绕。2008年的重新设计则包括有置于文織字母下方的字母“”（代表比利时），它们被移出星星环绕而进入中圈内部，但仍处于国王肖像右侧。发行日期也被移入中圈内部和置于肖像下方，并在两侧标有两种符号（左：造币厂厂长的签名标记，右：造币标记）。                                                                          | 第一版 (2002–2007) | 第二版 (2008–2013) | 第二版 (2008–2013) | 第三版 (2013-) |
| 賽普勒斯： · 塞浦路斯样式的特点是两只塞浦路斯盘羊，这是塞浦路斯特有的野生绵羊物种，并且是岛上最具代表性的野生动物。它包括右上方呈半圆形、由发行年份及其两侧分别以希腊文和土耳其文（和）表示的塞浦路斯名称。它是随着塞浦路斯于2008年正式加入欧元区而开始流通。硬币的精确样式是由公众投票产生，设计者为埃里克·迈尔（Erik Maell）和塔迪亚娜·索特罗普洛斯（Tatiana Soteropoulos）所创造。 | |                    |                    |                    |                |
| 爱沙尼亚： · 由列姆比特·罗慕斯（Lembit Lõhmus）设计的爱沙尼亚样式的特点是爱沙尼亚的地理图形和意为“爱沙尼亚”的单词“”。象征欧盟的12颗星星则环绕在地图周围。这是10个候选方案中在2004年12月最终赢得公众投票的设计。这一样式自2011年1月1日起流通。 | |                    |                    |                    |                |
| 芬兰： · 芬兰样式描绘有芬兰国徽上的狮子纹章。这是由海基·海沃亚所设计的复刻版，并且曾被应用于以往的芬兰硬币，例如1964年至2001年间流通的1马克硬币。第一版芬兰样式包含有芬兰造币厂厂长莱莫·马科宁（）的首字母标记（字母“”），它位于狮像底部的左侧，而发行年份则位于底部右侧。当硬币进行改版时为了满足新的设计方针，首字母标记被造币标记所取代并移动至左侧，字母“（代表芬兰）”则被置于右下角。 | 芬兰： · 芬兰样式描绘有芬兰国徽上的狮子纹章。这是由海基·海沃亚所设计的复刻版，并且曾被应用于以往的芬兰硬币，例如1964年至2001年间流通的1马克硬币。第一版芬兰样式包含有芬兰造币厂厂长莱莫·马科宁（）的首字母标记（字母“”），它位于狮像底部的左侧，而发行年份则位于底部右侧。当硬币进行改版时为了满足新的设计方针，首字母标记被造币标记所取代并移动至左侧，字母“（代表芬兰）”则被置于右下角。 | 第一版 (2002–2006) | 第一版 (2002–2006) | 第二版 (2007–)     | 第二版 (2007–) |
| 法國： · 法国样式的特点是象征法国的女性玛丽安娜，她代表了法国的国家和价值观。其作为法国自由与理性的最显著象征可追溯至1949年。硬币中描绘的形象是年轻而坚定的，体现了法国对健全及持久的欧洲的渴望。风格化的字母“（代表法兰西共和国）”显现在发行年份的右上方。硬币样式是由巴黎造币厂的法比耶·高蒂亚（Fabienne Courtiade）所设计。 | |                    |                    |                    |                |
| 德国： · 德国样式描绘了橡树的枝桠，这是继承自原芬尼的图像，由罗尔夫·列德伯根（Rolf Lederbogen）教授所设计。其发行年份及造币厂标记显示在底部。 | |                    |                    |                    |                |
| 希腊： · 希腊样式展现的是古希腊在公元前五世纪所使用的雅典三列桨座战船。其上、下两侧分别是表示面额的希腊文字母和发行年份。硬币样式由格奥吉奥斯·斯塔马托普洛斯（Georgios Stamatopoulos）所设计。 | |                    |                    |                    |                |
| 爱尔兰： · 爱尔兰样式展现的是该国的官方象征——凱爾特豎琴。垂直于竖琴左侧的是单词“Éire”（“爱尔兰”的爱尔兰语称谓），右侧则是发行年份。竖琴图案是由贾拉夫·海耶斯（Jarlath Hayes）所设计。 | |                    |                    |                    |                |
| 義大利： · 意大利样式描绘的是位于安德里亚的蒙特城堡 ，它由神圣罗马帝国君主腓特烈二世建于13世纪。硬币上的说明文字是由欧吉尼奥·德里乌蒂（Eugenio Driutti）所雕刻，它包含有位于下方的字母IR（代表意大利共和国）和位于上方的发行年份。 | |                    |                    |                    |                |
| 拉脫維亞： · 拉脱维亚样式的特征是小尺寸的拉脱维亚国徽图案。其设计者为莱莫尼斯·森贝斯（Laimonis Šēnbergs）。 | |                    |                    |                    |                |
| 立陶宛： · 立陶宛样式是由安塔纳斯·楚考斯卡斯（Antanas Žukauskas）所设计，其特征是一位举着宝剑的骑士（来自立陶宛国徽）和单词“”（“立陶宛”的立陶宛语）。象征欧盟的12颗星星则环绕在骑士周围。这是在2004年的公众投票中胜出的设计，并自2015年起流通。 | |                    |                    |                    |                |
| 盧森堡： · 卢森堡样式包含有卢森堡大公亨利的雕像，这是由伊维特·加斯陶尔-克莱尔（Yvette Gastauer-Claire）在经过与卢森堡政府和君主协商后所设计。名称“”（卢森堡的卢森堡语）和发行年份呈环绕状书写在硬币底部。 | |                    |                    |                    |                |
| 馬爾他： · 马耳他样式描绘的是位于史前姆纳德拉石庙内的一座祭坛。该庙宇是在前4千纪建于南部海岸，并可俯瞰大海。其下方则印有马耳他的名称及发行年份。该纹章在公众投票中是第三受欢迎的设计，设计者为诺尔·加莱亚·巴松（Noel Galea Bason）。它是随着马耳他于2008年正式加入欧元区而开始流通。 | |                    |                    |                    |                |
| 摩納哥： · 第一版的摩纳哥样式包含有摩纳哥国徽、环绕书写在硬币外圈顶部的MONACO字样以及外圈底部的发行年份。当阿尔贝二世于2005年继承了兰尼埃三世的王位后，硬币的整体设计仍得到保持，但国名和发行年份被移动至内圈，与其他有大幅变动的重新设计硬币保持一致。 | 摩納哥： · 第一版的摩纳哥样式包含有摩纳哥国徽、环绕书写在硬币外圈顶部的MONACO字样以及外圈底部的发行年份。当阿尔贝二世于2005年继承了兰尼埃三世的王位后，硬币的整体设计仍得到保持，但国名和发行年份被移动至内圈，与其他有大幅变动的重新设计硬币保持一致。 | 第一版 (2002–2005) | 第一版 (2002–2005) | 第二版 (2006–)     | 第二版 (2006–) |
| 荷蘭： · 荷兰样式展现了贝娅特丽克丝女王的风格化轮廓，并由12颗星星和其它圆点所包围，币缘则印有“荷兰的贝娅特丽克丝女王”的荷兰语题词。发行日期及造币厂标记位于底部。当威廉-亚历山大于2013年继承贝娅特丽克丝成为荷兰国王后，印有“荷兰的威廉-亚历山大国王”的字条被叠加在威廉-亚历山大雕像之中。 | 荷蘭： · 荷兰样式展现了贝娅特丽克丝女王的风格化轮廓，并由12颗星星和其它圆点所包围，币缘则印有“荷兰的贝娅特丽克丝女王”的荷兰语题词。发行日期及造币厂标记位于底部。当威廉-亚历山大于2013年继承贝娅特丽克丝成为荷兰国王后，印有“荷兰的威廉-亚历山大国王”的字条被叠加在威廉-亚历山大雕像之中。 | 第一版 (2002–2013) | 第一版 (2002–2013) | 第二版 (2013–)     | 第二版 (2013–) |
| 葡萄牙： · 葡萄牙样式展现的是1134年的皇室印章（风格化的“”字样），以及与周围欧盟之星相呼应的国家城堡和包含银币盘的五个盾牌，这是为了象征在欧洲发展过程中的对话、等价交换和相互影响。内圈下方的花纹盾之间印有发行年份，上方的城堡之间则印有葡萄牙的国名。欧盟之星是被内嵌入环边的脊部。 | |                    |                    |                    |                |
| 圣马力诺： · 圣马力诺样式的特征是圣马力诺三塔中的第三塔——蒙塔萊。塔身右侧的半圆印有圣马力诺的国名，左侧半圆则为发行年份。造币厂标记示于右下角。 | |                    |                    |                    |                |
| 斯洛伐克： · 斯洛伐克样式描绘了塔特拉山脉的著名山峰——克里万峰。克里万峰象征着斯洛伐克的主权。在“”（斯洛伐克的斯洛伐克语）字样的下方印有斯洛伐克国徽及发行年份，造币厂标记则分居左右两侧。硬币是随着斯洛伐克于2009年正式加入欧元区而开始流通。这是由扬·切纳伊（Ján Černaj）和帕沃尔·卡罗利（Pavol Károly）所设计的样式，它在2005年进行的公众投票中胜出。 | |                    |                    |                    |                |
| 斯洛維尼亞： · 斯洛文尼亚样式描绘了一只鹳，这一主题是来自亚内兹·波利卡（Janez Boljka）所设计的原20斯洛文尼亚托拉尔硬币。环绕周边的每颗星星右侧均有“”（斯洛文尼亚的斯洛文尼亚语）的组成字符，发行年份则紧随其后位于左上方。 这一样式是随着斯洛文尼亚于2007年正式加入欧元区而开始流通。 | |                    |                    |                    |                |
| 西班牙： · 西班牙样式呈现了圣地亚哥-德孔波斯特拉主教座堂的外观，这座西班牙巴洛克建筑的绝佳典范由何塞·德尔托罗（）及多明戈·德安德拉德（）始建于1667年，并在18世纪由费尔南多·卡萨·诺瓦（）最终完成。其中罗曼式风格的座堂历史可以追溯至1128年，是天主教著名的朝圣圣地。“”（西班牙的西班牙文）的字样示于左上方，而左上方的五颗星星都被嵌入一个凸起的区域，这与硬币其它部分的效果正好相反。发行年份则显示于右上方。 | 西班牙： · 西班牙样式呈现了圣地亚哥-德孔波斯特拉主教座堂的外观，这座西班牙巴洛克建筑的绝佳典范由何塞·德尔托罗（）及多明戈·德安德拉德（）始建于1667年，并在18世纪由费尔南多·卡萨·诺瓦（）最终完成。其中罗曼式风格的座堂历史可以追溯至1128年，是天主教著名的朝圣圣地。“”（西班牙的西班牙文）的字样示于左上方，而左上方的五颗星星都被嵌入一个凸起的区域，这与硬币其它部分的效果正好相反。发行年份则显示于右上方。 | 第一版 (1999–2009) | 第一版 (1999–2009) | 第二版 (2010-)     | 第二版 (2010-) |
| 梵蒂冈： · 梵蒂冈样式曾进行过三次改动。第一版最初展示的是教宗若望·保禄二世的雕像。“”（梵蒂冈城）的字样书写于其左侧，发行日期及造币厂标则示于下方，并在右侧与星星组合在一起。继若望·保禄二世于2005年去世后，一款新的硬币在宗座從缺期间发行，直至选出一位新的教宗。它包含有教廷财务院的徽章和教廷总司库的纹章。当本笃十六世当选教宗后，他的雕像便出现在硬币中，此时梵蒂冈城的字样及书写于其头顶，发行年份及造币厂标记则示于右侧。在本笃十六世辞职和推选出教宗方济各后，方济各的新雕像也出现在新版的梵蒂冈欧元硬币中，其中1欧分硬币展示的是教宗方济各画像的左侧视图。 | 梵蒂冈： · 梵蒂冈样式曾进行过三次改动。第一版最初展示的是教宗若望·保禄二世的雕像。“”（梵蒂冈城）的字样书写于其左侧，发行日期及造币厂标则示于下方，并在右侧与星星组合在一起。继若望·保禄二世于2005年去世后，一款新的硬币在宗座從缺期间发行，直至选出一位新的教宗。它包含有教廷财务院的徽章和教廷总司库的纹章。当本笃十六世当选教宗后，他的雕像便出现在硬币中，此时梵蒂冈城的字样及书写于其头顶，发行年份及造币厂标记则示于右侧。在本笃十六世辞职和推选出教宗方济各后，方济各的新雕像也出现在新版的梵蒂冈欧元硬币中，其中1欧分硬币展示的是教宗方济各画像的左侧视图。 | 第一版 (2002–2005) | 第二版 (2005–2006) | 第三版 (2006–2013) | 第四版 (2013-) |

## 使用
1欧分及2欧分硬币发行的初衷是为确保各国的原有货币在过渡到欧元时，零售业无法以此作为借口大量向上舍入价格。然而由于在交易及造币过程中为维持和流通这些低价值硬币的成本原因，芬兰和荷兰采取若用现金支付会将价格舍入最为接近的5欧分的办法，同时这些硬币由于发行量少而主要用于收藏者，并非是普遍流通。尽管如此，1欧分硬币仍然是法定货币并可在这些国家以外生产，因此如果客户希望付费在别处铸造1欧分硬币，是完全有可能的。
据荷兰中央银行估算，如不使用小额硬币每年将可节省3,600万欧元的开支。其他国家，例如德国则倾向于保留这些硬币，这是因为零售商认为对消费者而言，例如€1.99的定价比起€2.00（的心理价位）更具吸引力。根据歐洲晴雨表对欧盟公民进行的民意调查显示，德国是对移除硬币最持怀疑态度的国家（仅32%的支持率），但在整个欧元区，支持移除的受访民众则占有微弱多数（52%）优势。